# Amphilius lentiginosus
Amphilius lentiginosus es una especie de pez de la familia Amphiliidae en el orden de los Siluriformes.

## Morfología
Los machos pueden llegar alcanzar los 11,8 cm de  longitud total.

## Distribución geográfica
Se encuentran en África: cuencas del río Cuvo (Angola) y del río Congo.